# Onychogomphus assimilis
Onychogomphus assimilis је инсект из реда Odonata и фамилије Gomphidae. 

## Угроженост
Ова врста се сматра рањивом у погледу угрожености врсте од изумирања.

## Распрострањење
Врста има станиште у Грузији, Ирану, Јерменији, Туркменистану и Турској.

## Популациони тренд
Популација ове врсте се смањује, судећи по расположивим подацима.

## Станиште
Станиште врсте су слатководна подручја.